# Тагаунг (держава)
Тагаунг (бірм. တကောင်း, 6 ст. до н. е. — бл. 1050) — одна з перших держав на території М'янми, 1-й гегемон міст-держав п'ю. 1832 року Баджідо було офіційно проголошено першою державою в історії бірманського народу.

## Історія
Становлення міста, а потім держави пов'язана з історією народу п'ю (мігрантів з царства Ба), який мешкав в цій місцевості з кін. II ст. до н. е. Археологічні дані вказують на те, що в Таґауні існували культури епохи неоліту та бронзи.
Згідно хроніки «Хманнан Язавін» («Королівською хронікою») було засновано Абгіязою з клану або племені Шак'я в 850 році до н. е., який втік після поразки джапанади Кошала від джапанади Панчала. Втім дослідження показують, що населення належало до п'ю, які могли мігрувати з VII ст. до н. е. під час протистояння царств Ба і Чу. Тому поселення Таунгу заснували саме ці племена. Тому утворення міста-держави Таунгу напевне є результатом поєднання п'ю і шак'я. При цьому засновником династії міг бути представник знаті шак'я.
Тагаунг доволі умовно називають гегемоном міст-держав п'ю, оскільки останні на той час представляли більше поселення чи сільські громади, що лише починали демографічно збільшуватися. Згідно середньовічних хронік. що передають давні міфи та легенди, близько 600 або 483 року до н. е. Тагаунг було захоплено племенами таруки з Гандхари. Одні дослідники називають в якості таких племена куанман із Юньнан,. яку бірманці називали Гандхара. Тому висловлюються припущення, що це було вторгнення військ з Шу. Інші вказують на наявність Гандхари на півночі Індостану, звідси саме й могли прийти шак'я. Тому можливо саме останні, що мали досвід тривалих війн підкорили Тагаунг. Саме у VI ст. до н. е. шак'я зазнали поразки у війні проти Кошали, тому ймовірно частина з них мігрувала на схід, дійшовши долини Іраваді.
В будь-якому разі десь на початку VI ст. до н. е. відбувається занепад міського поселення Тагаунг, частина п'ю рухається на південь уздовж річки Іраваді, де протягом декількох століть, підкоривши місцеві племена кан'янів і тетів, засновує нові міста — Біннака, Майнкау, Бейктхано. У II ст. до н. е. новим гегемоном стає Бейктхано. В подальшому правителі Шрикшетри стверджували, що мають походження від Дазаязи Шак'ї (нащадка Абгіязи) через його синів Маха Тханбаву та Сулу Тханбаву. що начебто заснували Шрикшетру.
Відомі про війни з містом-державою Біннака, які не були вдалими для Тагаунга. В наступні століття Тагаунг перебувала в сфері впливу гегемонів міст-держав п'ю — Бейктхано і Шрикшетра. 754 року суттєво постраждала під час вторгнення військ Наньчжао. Занепад відбувся після нового потужного вторгнення цього ворога у 853 році, але місто існувало до 1050 року.

## Опис
На тепер більша частину археологічної пам'ятки Тагаунгу не досліджена як слід. Були знайдено артефакти, характерні для народу п'ю, зокрема похоронні урни. Кераміка Тагаунг подібна за розміром і розташуванням скупчень до інших посудин міст-держав п'ю, але все ж відрізняється від них формами, що обумовлено впливами культур Шу і давньоіндійською технікою. Виявлено також залишки буддійських споруд, що свідчить про проникнення цієї релігії.

## Територія
Розташовувалося близько 200 км на північ від Мандалая

## Економіка
Основу становило землеробство (було налагоджено іригаційну систему), добування корисних копалень, деревообробка. Також ймовірно місто було важливим центром торгівлі з Тибетом, імперією Хань та Наньчжао.